# Noordse pendelvlieg
De noordse pendelvlieg (Helophilus affinis) is een vliegensoort uit de familie van de zweefvliegen (Syrphidae). De wetenschappelijke naam van deze pendelvlieg is voor het eerst geldig gepubliceerd in 1844 door Wahlberg.